# Liste der Kulturdenkmale in Dörpling
In der Liste der Kulturdenkmale in Dörpling sind alle Kulturdenkmale der schleswig-holsteinischen Gemeinde Dörpling (Kreis Dithmarschen) aufgelistet (Stand: 10. März 2025).
Die Bodendenkmale sind in der Liste der Bodendenkmale in Dörpling erfasst.

## Legende
In den Spalten befinden sich folgende Informationen:
- Objekt-ID: die Nummer des Kulturdenkmales
- Lage: die Adresse des Kulturdenkmales und die geographischen Koordinaten. Kartenansicht, um Koordinaten zu setzen. In der Kartenansicht sind Kulturdenkmale ohne Koordinaten mit einem roten Marker dargestellt und können in der Karte gesetzt werden. Kulturdenkmale ohne Bild sind mit einem blauen Marker gekennzeichnet, Kulturdenkmale mit Bild mit einem grünen Marker.
- Offizielle Bezeichnung: Bezeichnung des Kulturdenkmales
- Beschreibung: die Beschreibung des Kulturdenkmales
- Bild: ein Bild des Kulturdenkmales

## Bauliche Anlagen
| Objekt-ID | Lage                                      | Offizielle Bezeichnung | Beschreibung | Bild |
| --------- | ----------------------------------------- | ---------------------- | --- | ---- |
| 7972      | Mühlenweg 2 (54° 15′ 39″ N, 9° 17′ 47″ O) | Windmühle „Fortuna“    | Windmühle „Fortuna“; 1853, Mühlenbauer Christian Claußen; Kellerholländer mit Segelflügeln, konische Holzkonstruktion auf achteckigem Grundriss über einem mit Erdreich bedecktem Absackkeller - Schutzgrund: geschichtlich, technisch, Kulturlandschaft prägend - Schutzumfang: gesamtes Objekt - Denkmaltyp: Bauliche Anlage | BW   |

## Quelle
- Liste der Kulturdenkmale in Schleswig-Holstein – Kreis Dithmarschen (PDF)